# Hapsifera gypsophaea
Hapsifera gypsophaea är en fjärilsart som beskrevs av László Anthony Gozmány. Hapsifera gypsophaea ingår i släktet Hapsifera och familjen äkta malar. Inga underarter finns listade i Catalogue of Life.